# ケ号爆弾

側面図

ケ号爆弾（ケごうばくだん）、またはケ号自動吸着弾（ケごうじどうきゅうちゃくだん）は、太平洋戦争の末期に大日本帝国陸軍が開発した赤外線誘導の対艦徹甲爆弾である。

## 性能
誘導爆弾（スマート爆弾）の一種。ケ号は弾頭重量 600kg の成形炸薬弾（陸軍の呼称では「タ弾」）を装備し、弾体前方に赤外線シーカーを備え、弾体後尾に操縦装置とそこから伸びる十文字翼、弾体後部に自動伸展式の制動板を備えていた。設計によれば全長は 3m、弾体直径は 50cm、主翼を含めた全幅は 2.5m となっていた。
10,000m の高高度から母機より投下されたケ号は尾部の制動板を開いて減速しつつ自由落下し、高度 2,000m で索敵を開始し、目標の熱源を探知すると動翼を制御して自律的に目標へ誘導されるパッシブホーミング方式を採用していたが、誘導装置が技術的に未熟であったため赤外線放射量の多い大型艦（戦艦・空母）以外への命中は期せなかった。実用化の目途が立った時点には日本軍の敗色は濃厚になっており、重いケ号爆弾を搭載した母機が敵艦上空に到達できる見込みがなかったため実戦では使用されなかった。また一発が命中すると、その後投下した爆弾は命中弾による火災に誘引されてしまうため、一会戦で複数目標への攻撃は困難だった。
「ケ号」と呼称されるが、陸軍が使用した表記は「まるケ」（ケ⃝、丸の中にカタカナの“ケ”）である。「まるケ」の表記はケ号のキーデバイスであるニッケルの薄膜を用いたボロメータ型赤外線検知装置の研究計画の呼称（検知器（けんちき）の頭文字）を引き継いだものである。
回転する放物面鏡によって、ニッケルの薄膜によるボロメータにスリットを通して断続的に赤外線が照射される。すると4象限に配置されたそれぞれのニッケルの薄膜が温度変化によって抵抗値が変化するため、ホイートストンブリッジで抵抗値の微小な変化を増幅、継電器を断続して油圧式の操舵装置の弁を開閉して操舵する。熱源へ直進している場合には4象限のニッケルの薄膜に均等に赤外線が照射されるので各素子間の抵抗値に差は生じないが、軌道を外れると対向する象限の各素子間の抵抗値に差が生じるため、継電器に電流が流れ、修正舵が作動する。放物面鏡は毎分2000回転するため、スリットを通してニッケルの薄膜に照射される赤外線の周期は2kHzでこの周期の信号のみを通すバンドパスフィルタを通すことで熱雑音を遮断する。そのため赤外線センサーの冷却が不要なボロメータ型赤外線検出素子を使用できた。当時は直流増幅器の性能（直流・低周波域でのドリフト安定性やノイズ特性）がよくなかったので、微弱な直流信号を断続させて交流化した後にS/N比の面で有利な交流増幅器を用いた（微弱な直流信号を一度交流信号に変換してから大きく増幅した後に再びそれを直流に戻す増幅の技法は「チョッパ増幅器方式」として今日でも使われるものである）。

## 開発
1944年3月ころから東芝を中心に赤外線シーカーの開発が始まり、また爆弾の空力設計には中島飛行機の糸川英夫らが携わった。1945年10月までには700発を生産する計画であった。発射母機としては海軍の銀河が予定されていた。
1944年9月5日、陸海民の科学技術の一体化を図るため、陸海技術運用委員会が設置され、研究の一つにケ号も含まれていた。
1945年1月には浜名湖にて第一回投下テストが行われているが、誘導装置は順調に動作したものの操縦装置がうまく動作しなかったといわれている。その後も研究が続いたが量産にいたらないまま終戦となった。
開発研究会では東芝の他に電子部品を納入する企業の技術者も参加しており、海軍の技術中尉だった盛田昭夫と測定器の技術者だった井深大は研究会で知己を得て、戦後にソニーの前身である東京通信工業株式会社を設立することとなる。